# دورنگک
دورنگک (به لهستانی:  Dwernik) یک روستا در لهستان است که در گمینا لوتوویسکا واقع شده‌است. دورنگک ۱۶۰ نفر جمعیت دارد.